# Verbond van stomp kweldergras
Het verbond van stomp kweldergras (Puccinellio-Spergularion salinae) is een verbond uit de kweldergras-orde (Glauco-Puccinellietalia). Het verbond omvat plantengemeenschappen van zilte tot brakke bodems met sterk schommelende omstandigheden, met vier onderliggende associaties.

## Naamgeving en codering
- Syntaxoncode voor Nederland (rVvN): r27Ab
- BWK-karteringscode: da
- Natura2000-habitattypecode: H1330
- Corine biotope: 15.3 - Atlantic salt meadows (deels)
- Eunis Habitat Types: A2.5 - Coastal saltmarshes and saline reedbeds (deels)

De wetenschappelijke naam Puccinellio-Spergularion salinae is afgeleid van de botanische namen van twee belangrijke kensoorten voor dit verbond, stomp kweldergras (Puccinellia distans subsp. distans) en zilte schijnspurrie (Spergularia salina).

## Fysiognomie
Het verbond omvat hoofdzakelijk zeer open tot open, laagblijvende pioniervegetatie zonder boom- en moslaag.
De kruidlaag is betrekkelijk soortenarm, bestaat uit eenjarige en overblijvende planten en wordt dikwijls gedomineerd door weinig opvallende soorten uit de grassenfamilie als stomp-, blauw- en bleek kweldergras, grasachtige planten als schorrenzoutgras, en kruidachtige planten uit de ganzenvoetfamilie. Tussen al dat grijsgroen vallen de dikwijls roze gekleurde bloemen van lamsoor, zeeaster, Engels gras en gerande schijnspurrie vrij snel op. Ook dwergstruiken van gewone zoutmelde zijn in de kruidlaag aanwezig.

## Ecologie
Vegetatie van het verbond van stomp kweldergras komen voor op zilte en brakke bodems die te maken hebben met sterke schommelingen van het vocht- en/of zoutgehalte, zoals plaatsen waar menselijk ingrijpen heeft geleid tot bodemverdichting, of die tijdens de winter langdurig overstroomd zijn.

## Associaties in Nederland en Vlaanderen
Het verbond van stomp kweldergras wordt in Nederland en Vlaanderen vertegenwoordigd door vier associaties.
- - associatie van stomp kweldergras (Puccinellietum distantis)
  - associatie van blauw kweldergras (Puccinellietum fasciculatae)
  - associatie van bleek kweldergras (Puccinellietum capillaris)
  - zeegerst-associatie (Parapholido strigosae-Hordeetum marini)

## Diagnostische taxa voor Nederland en Vlaanderen
Dit verbond heeft voor Nederland en Vlaanderen twee specifieke kensoorten, de naamgevende soorten stomp kweldergras en zilte schijnspurrie. Daarnaast komen dikwijls nog zilte greppelrus en fioringras in deze vegetatie voor.
Kruidlaag
| Kentaxon | Diff. soort | Presentie | Triviale naam         | Botanische naam                       | Opmerking | Afbeelding |
| -------- | ----------- | --------- | --------------------- | ------------------------------------- | --------- | ---------- |
| kK       | -           |           | gewone zoutmelde      | Atriplex portulacoides                |           |            |
| kK       | -           |           | zulte                 | Aster tripolium                       |           |            |
| kK       | -           |           | zeeweegbree           | Plantago maritima                     |           |            |
| kK       | -           |           | schorrenzoutgras      | Triglochin maritima                   |           |            |
| kK       | -           |           | melkkruid             | Glaux maritima                        |           |            |
| kK       | -           |           | lamsoor               | Limonium vulgare                      |           |            |
| kK       | -           |           | gerande schijnspurrie | Spergularia media subsp. angustata    |           |            |
| kK       | -           |           | Engels lepelblad      | Cochlearia officinalis subsp. anglica |           |            |
| kV       | -           |           | stomp kweldergras     | Puccinellia distans subsp. distans    |           |            |
| kV       | -           |           | zilte schijnspurrie   | Spergularia salina                    |           |            |
| bg       | -           |           | zilte greppelrus      | Juncus ambiguus                       |           |            |
| bg       | -           |           | fioringras            | Agrostis stolonifera                  |           |            |

Moslaag
| Kentaxon     | Diff. soort | Presentie | Triviale naam | Botanische naam | Opmerking | Afbeelding |
| ------------ | ----------- | --------- | ------------- | --------------- | --------- | ---------- |
| Geen soorten |             |           |               |                 |           |            |

## Biologische Waarderingskaart
In de Biologische Waarderingskaart (BWK) van Vlaanderen en het Brussels Hoofdstedelijk Gewest is dit verbond, samen met de andere verbonden uit de klasse, opgenomen als Schorre (da).
Dit vegetatietype staat gewaardeerd als 'biologisch zeer waardevol'.